# Политически затворник
Политически затворник е някой, лишен от свобода заради политическата си дейност. Политическото престъпление невинаги е официалната причина за задържането на затворника.
Няма международно призната правна дефиниция на понятието, въпреки че са предложени многобройни подобни дефиниции от различни организации и учени и сред учените има общ консенсус, че „индивидите са санкционирани от правните системи и затворени от политическите режими не поради нарушение на кодифицираните закони, а за своите мисли и идеи, които фундаментално оспорват съществуващите властови отношения“. Статутът на политически затворник обикновено се дава на лица въз основа на декларациите на неправителствени организации като „Амнести Интернешънъл“, за всеки отделен случай. Въпреки че подобен статут често е широко признат от международната общност, отделни правителства често отхвърлят обвиненията за съществуване на политически затворници в своята страна, като отричат всякакво пристрастие в своите съдебни системи.

## Дефиниция
Концепцията за политически затворник, подобно на много понятия в социалните науки, няма единна дефиниция в международното право и договорите за правата на човека. В същото време съществува общ консенсус, че „индивиди са били санкционирани от правните системи и лишавани от свобода... не за някакво нарушение на кодифицираните закони, а за своите мисли и идеи, които фундаментално оспорват съществуващата власт“.
Редица организации, занимаващи се с проблемите на правата на човека, както и учени, които ги изучават, са разработили свои собствени дефиниции.
Например Парламентарната асамблея на Съвета на Европа дава следната дефиниция:
Лице, лишено от личната си свобода, трябва да се счита за „политически затворник“, ако:
1. задържането му е в нарушение на едно от фундаменталните права, изложени в Европейската конвенция за човешките права, в частност правото на свобода на мисълта, съвестта и религията, свободата на изразяване, на информация, на събранията и сдружаването;
2. ако задържането е по чисто политически причини без връзка с други нарушения;
3. ако по политически причини продължителността на задържането или условията са диспропорционални на нарушението, за което е осъден затворникът;
4. ако по политически причини затворникът е дискриминиран в сравнение с останалите в сравнимо положение;
5. ако задържането е резултат на очевидно несправедлив съдебен процес, свързан с политически мотиви на властите.[3]